# Heinrich Vetter (Politiker)

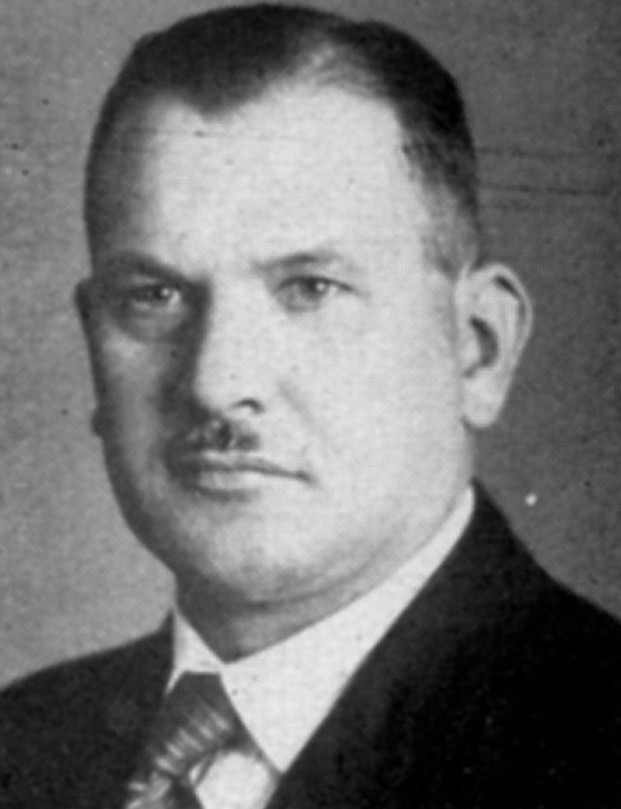
Heinrich Vetter, um 1933

Heinrich Vetter (* 10. September 1890 in Fulda; † 30. Dezember 1969 in Hagen) war ein deutscher Politiker (NSDAP) und Oberbürgermeister der südwestfälischen Großstadt Hagen in der Zeit des Nationalsozialismus. 

## Leben und Wirken

### Deutsches Kaiserreich
Heinrich Vetter wurde 1890 als Sohn des Schuhmachers Nikolaus Vetter, der bereits ein Jahr nach der Geburt des Sohnes starb, und seiner Ehefrau Maria, geborene Fährmann, geboren. Die Mutter gab ihren Sohn als Fünfjährigen in ein von Nonnen geleitetes Waisenhaus in Paderborn, in dem er bis zu seinem zwölften Lebensjahr blieb. Danach lebte er mit Mutter und sechs Geschwistern in Hohenlimburg.
Vetter erfuhr keine über den Besuch der Volksschule hinausgehende Ausbildung und musste nach eigenen Angaben schon früh zur Ernährung der Familie beitragen. Dementsprechend arbeitete er bis zu seinem Eintritt in das Kaiser Alexander Garde-Grenadier-Regiment Nr. 1, dem er von 1911 bis 1913 angehörte, als Fabrikarbeiter. Nach seiner Entlassung aus der Armee verdiente Vetter seinen Lebensunterhalt bis zum Ausbruch des Ersten Weltkriegs als Steinbrucharbeiter in den Dolomitwerken in Hagen-Halden.
Im Krieg wurde Vetter vor allem an der Westfront eingesetzt. Anfang 1917 erlitt er dort schwere Verletzungen, die zum Verlust seines rechten Fußes und zu Beeinträchtigungen am linken Arm führten. Nach seiner Genesung wurde er in die Heimat zurückgeschickt. Ab dem 1. Oktober übernahm er eine Pförtnerstellung bei der Hagener Firma Funcke & Hueck, für die er bis 1930 tätig blieb. Vetters offizielle Entlassung aus dem Heer erfolgte im März 1919. Zu diesem Zeitpunkt bekleidete er den Rang eines Feldwebels, war Inhaber des Eisernen Kreuzes 2. Klasse und des Verwundetenabzeichens in Silber. Als zu 60 % Kriegsbeschädigter bezog er zudem eine kleine Invalidenrente.

### Weimarer Republik
1919 begann Vetter sich politisch zu betätigen: er trat der Deutschen Volkspartei (DVP) bei, für die er 1921 Mitglied der Stadtverordnetenversammlung in Hagen wurde. 1923 verließ er die DVP wieder. Stattdessen begann er sich ab dem Frühjahr 1924 im Völkisch-Sozialen-Block, dem Sammelbecken für die damals verbotene NSDAP, zu engagieren. Nach der Neugründung der NSDAP Anfang 1925 trat Vetter in diese ein (Mitgliedsnummer 16.447) und übernahm beinahe sofort die Leitung der Hagener NSDAP-Ortsgruppe, die er bis 1933 ausüben sollte. 1926 berief der Gauleiter des Groß-Gaues Ruhr, Karl Kaufmann, Vetter als Leiter des Bezirks Lenne-Volme (Stadt- und Landkreise Hagen, Altena, Iserlohn und Lüdenscheid).
Bereits 1923 hatte Vetter Luise Bertram geheiratet, mit der 1925 ein Eigenheim in Hagen-Emst bezog. Im November 1929 wurde Vetter Mitglied der Stadtverordnetenversammlung von Hagen und Abgeordneter im Westfälischen Provinziallandtag.
Im September 1930 wurde Vetter erstmals in den Reichstag gewählt, dem er fortan ohne Unterbrechung bis zum Mai 1945 als Vertreter des Wahlkreises 18 (Westfalen Süd) angehörte. Am 1. Oktober 1932 berief ihn der Gauleiter von Westfalen-Süd, Josef Wagner, zum Kreisleiter von Hagen. Im selben Jahr wurde er Reichsredner der NSDAP und agitierte anlässlich der diversen Wahlen des Jahres in zahlreichen öffentlichen Versammlungen für die Ziele der Partei.

### Zeit des Nationalsozialismus
Am 24. April 1933 wurde Vetter zum kommissarischen Oberbürgermeister von Hagen ernannt. Im Februar 1934 ernannte ihn das Reichsministerium des Innern zum ständigen Bürgermeister. Im selben Jahr wurde er außerdem mit dem Amt des Gauinspekteurs der Gauinspektion III betraut.
Auf Vorschlag von Gauleiter Josef Wagner wurde Vetter am 26. Oktober 1936 von Hitler zum Stellvertretenden Gauleiter im Gau Westfalen-Süd und Nachfolger von Emil Stürtz ernannt und gleichzeitig zum Hauptdienstleiter der NSDAP befördert. Im Oktober 1940 wurde Vetter außerdem in den neu gebildeten Haushaltsausschuss für die Provinz Westfalen berufen.
Für überregionales Aufsehen sorgte Vetters Verwicklung in die Affäre um den Hagener Stadtrat und Polizeidezernenten Alfred Müller, dem eine Teilnahme an mehreren „Orgien und sexuellen Ausschweifungen“ vorgeworfen wurde. Als der Regierungspräsident in Arnsberg daraufhin ein Dienststrafverfahren gegen Müller einleitete, versuchten Vetter und sein Personalchef, Friedrich Feldtscher, dieses Verfahren mit allen Mitteln zu verhindern. Eine weitere Strafverfolgung Müllers verschleppte Vetter, indem er die Ermittlungsakten für den angeblichen Zweck einer „Rücksprache“ mit dem Gauleiter Albert Hoffmann auf der Befehlsstelle Harkortberg in Wetter anforderte. Nachfragen in dieser Sache ließ er anschließend standardmäßig damit beantworten, dass die angebliche Rücksprache noch nicht stattgefunden habe.
In der NS-Führung stand Vetter in dem Ruf einer für Führungsaufgaben völlig ungeeigneten Persönlichkeit. Die Parteikanzlei der NSDAP attestierte ihm in einer Beurteilung fehlende Eignung für die Position eines Gauleiters sowie für die Aufgaben eines geschäftsführenden Gauleiters. Dem von Hoffmann in einem Antrag an die Parteikanzlei geforderten Wunsch, Vetter aus seinen Ämtern zu entlassen, stimmte Martin Bormann im November grundsätzlich zu, verschob dies jedoch auf die Zeit nach dem Krieg. In den folgenden eineinhalb Jahren agierte Vetter nach Auffassung seines Biografen Ralf Blank weitgehend nur noch als eine Galionsfigur seines Gaus. Allerdings durfte er den Gauleiter während dessen mehrmonatiger Erkrankung von Januar bis März 1944 auf einigen Besprechungen offiziell vertreten und weiterhin öffentliche Veranstaltungen abhalten.
Im Dezember 1944 eskalierte die Auseinandersetzung um den früheren Polizei-Dezernenten in Hagen noch einmal: Vetter ließ den Landgerichtspräsidenten von Hagen und dessen Ehefrau unter vorgeschobenen Gründen inhaftieren. Eine Untersuchung der Vorfälle durch das Reichsministerium des Innern legte den Verdacht auf Korruption und Machtmissbrauch nahe. Eine Untersuchung durch das Reichssicherheitshauptamt bestätigte diesen Eindruck.
Die von Gauleiter Hoffmann beschlossene Ablösung Vetters durch den Gaustabsamtsleiter Hans Strube, der am 21. April 1945 als Nachfolger Vetters zum stellvertretenden Gauleiter ernannt werden sollte, kam aufgrund der Besetzung des Gaugebiets Westfalen-Süd durch die US-Armee am 17. April 1945 nicht mehr zustande.
Die Auflösung der örtlichen NSDAP und des Volkssturms durch Gauleiter Albert Hoffmann verurteilte Vetter in scharfen Worten als Verrat.  Kurz vor der Besetzung der Stadt durch amerikanische Truppen im April 1945 tauchte er auf einem Bauernhof in der Nähe von Breckerfeld unter.

### Verhaftung und Prozess
Am 24. April 1945 wurde Vetter von der US-Armee aufgespürt und verhaftet. Er wurde kurzzeitig im Untersuchungsgefängnis der Stadt und in einem provisorischen Internierungszentrum in Lüdenscheid untergebracht.
Aufgrund seiner Zugehörigkeit zum politischen Führerkorps der NSDAP wurde Vetter vom 4. Mai 1945 bis ins Jahr 1948 im britischen Internierungslager C.I.C. 5 (Civil Internment Camp No 5) in Staumühle festgehalten. Am 6. November 1948 begann eine zweitägige Verhandlung gegen Vetter vor dem Entnazifizierungs-Hauptausschuss in Hagen. Obwohl Vetter als unverhohlener Anhänger „seines Führers“ auftrat, wurde er in die Kategorie III (Minderbelasteter) eingestuft, da man ihm keine Kriegsverbrechen oder die Kenntnis von solchen nachweisen konnte. Eine Einstufung in die Kategorie II (Aktivisten und Nutznießer) erwies sich als unmöglich, da diese Kategorie nur von der britischen Militärregierung, nicht aber von deutschen Verwaltungsstellen vergeben werden durfte. Der Vorsitzende des Entnazifizierungs-Ausschusses stellte fest, dass Vetter unter Demokratie die Staatsform des NS-Staates verstehe und dass er daher als unverbesserlicher Gegner eines neuen demokratischen Staates angesehen werden müsse; es stehe zu befürchten, dass er diesen, wo immer sich Gelegenheit dazu bieten würde, bekämpfen und sabotieren würde. Vetter müsse somit als „eine Gefahr für den reibungslosen Aufbau eines neuen deutschen Staatswesens“ gelten.
Am 30. November 1948 wurde in einem zweiten Spruchkammerverfahren, diesmal in Hiddesen, gegen Vetter verhandelt. Das Gericht verurteilte Vetter am 3. Dezember 1948 zu einer Gesamtstrafe von vier Jahren und zwei Monaten.

### Letzte Lebensjahre
Nach seiner Entlassung aus dem Internierungslager knüpfte Vetter an alte Kontakte aus seiner NSDAP-Zeit an. Infolge zahlreicher Versuche, seine Hagener Mitbürger in Gesprächen in kleinem Rahmen in Geschäften, in der Straßenbahn oder auf der Straße davon zu überzeugen, dass die Kriegsniederlage nur vorübergehend sei und dass die NSDAP wieder erstehen würde, wurde er ab 1947 vom britischen Militärgeheimdienst beobachtet. Somit unterschied sich Vetter deutlich von den meisten ehemaligen Naziführern, die eine Konfrontation mit dem neuen System zu vermeiden suchten, indem sie sich entweder aus der Öffentlichkeit zurückzogen oder aber anpassungswillig (oder apathisch) in die neuen Verhältnisse hineinfanden.
Ab 1948 beteiligte Vetter sich am Aufbau einer rechtsextremen Organisation, die sich ab 1949 als „Bewegung Reich“ bezeichnete. Bis in die 1950er Jahre verbreitete die Gruppe Flugblätter und ausgestanzte Hakenkreuze. Zu weiteren Aktivisten der Gruppe gehörten der Kampfflieger Hans-Ulrich Rudel und Ernst Remer, der 1944 die Niederschlagung des Staatsstreichsversuchs vom 20. Juli in Berlin geleitet hatte. Vetter wurde im November 1952 als politischer Kopf der „Bewegung Reich“ verhaftet. Im April 1953 wurde er zu einer zweijährigen Haftstrafe verurteilt, von der er jedoch nur wenige Wochen verbüßen musste.
Bis zu seinem Tod 1969 trat Vetter noch wiederholt als Mitwirkender an rechtsextremen Publikationen, die unter anderem von seiner zweiten Ehefrau herausgegeben wurden, in Erscheinung. Vor einer konsequenten Verfolgung schützten ihn nach Einschätzung  Blanks seine Kriegsverletzung, die zaghafte deutsche Nachkriegsjustiz und nicht zuletzt sein provokativ-dreistes Auftreten.
Vetters Lebenserinnerungen wurden 1992, postum, veröffentlicht. In ihnen begegnet er dem Leser als ein noch im hohen Alter vom nationalsozialistischen Gedankengut überzeugter Mann, der historische Fakten negiert, seinem „Führer“ huldigt und die NS-Jahre als die besten Jahre seines Lebens beschreibt.